# Aurelia Bis
Per Aurelia Bis si intendono una serie di strade alternative alla Strada statale 1 Via Aurelia, realizzate nel corso del XX secolo per alleggerire il traffico presente sulla stessa via Aurelia. Principalmente ne è stata interessata la Liguria nell'ambito con i seguenti tratti già realizzati:

## Realizzate
I tratti realizzati e attualmente percorribili sono stati realizzati a stralci in un'ottica di una più ampia progettazione. I tratti realizzati sono i seguenti:
- Tangenziale di Sanremo - ultimata nel 2011
- Savona-Bergeggi - ultimata nel 2008
- Alassio-Albenga - ultimata nel 2004
- Varazze - Via Carlo Nocelli

## In fase di realizzazione

### Tangenziale di Savona
È in corso di cantiere il tratto denominato Aurelia Bis di Savona - Tangenziale di Savona che ha una lunghezza complessiva di 5,1 km. La nuova strada andrebbe a collegare i comune di Albisola Superiore con il Centro di Savona, con la realizzazione di 3 svincoli: Del Letimbro, Miramare e di Luceto. Verranno scavate 4 gallerie, quella dei Cappuccini di 1630 m, quella di San Paolo di 2052.30 m, la galleria naturale Basci per una lunghezza di 530 m e la galleria naturale Grana per 188 m. 
I primi progetti risalgono al 2001, con l'apertura dei cantieri nel 2013. A gennaio 2015 viene ultimata la galleria Basci, a luglio 2018 la talpa finisce la galleria dei Cappuccini, che è l'ultima prevista dal cronoprogramma dei lavori. A giugno 2019 il cantiere ha un ulteriore freno, visto che la società appaltatrice chiede al tribunale il concordato preventivo fallimentare, per il quale i lavori vengono stoppati; l'iter sarà quello di rifare la gara d'appalto per una nuova ditta che porti a termine i lavori, con un ulteriore ritardo dei tempi e un disagio per l'ingombrate presenza del cantiere nella città. A giugno 2020 viene confermato che entro la fine dell'anno verrà bandita la gara per la realizzazione dei lavori mancanti per ulteriori 72 milioni di euro.
 Il 5 agosto 2021 viene nominato Commissario straordinario per l’esecuzione dell’opera è Matteo Castiglioni. Mercoledì 10 agosto 2022 viene pubblicato il bando di gara per il completamento dei lavori, per un importo pari a 92,2 milioni di euro con una tempistica di 1090 giorni per il termine.

## Progettate
Nel 1999 la Regione Liguria ha realizzato lo studio di fattibilità di un progetto identificato come Aurelia Bis del Ponente per la realizzazione di un tratto di strada extra-urbana che collegava Savona con Sanremo. Di tale progetto restano gli studi di fattibilità eseguiti, dei tratti:
- Imperia[6]
- Imperia-Diano Marina[7][8]
- San Bartolomeo Al Mare-Andora[9]
- Andora-Alassio[10][11]
- Albenga-Ceriale[12]
- Ceriale-Borghetto Santo Spirito[13]
- Borghetto-Finale Ligure[14]
- Finale Ligure-Vado Ligure[15]
- Albisola-Celle Ligure[16]